# Jules Marie Ladreit de Lacharrière
Pour les autres membres de la famille, voir Famille Ladreit de Lacharrière.
Jules Marie Ladreit de Lacharrière (30 mars 1806, Coux - 2 décembre 1870), est un général français tué au combat dans la défense de Paris.

## Biographie

### Famille
Issu d'une famille ardèchoise noble, il est le fils du député René Ladreit de La Charrière (1767-1845).
Marié à Marie Caroline Paillart, fille du magistrat Pierre-Aubin Paillart et petite-fille de l'administrateur Nicolas-Pierre Paillart, il est l'arrière-arrière-grand-père de l'homme d'affaires Marc Ladreit de Lacharrière (né en 1940).

### Carrière
Il entre à l'école militaire de Saint-Cyr en 1825 et en sort sous-lieutenant en 1827. Il est promu successivement lieutenant en 1831, capitaine en 1837, chef de bataillon en 1844, lieutenant-colonel en 1848, colonel du 12e régiment d'infanterie légère en 1851 puis du 87e régiment d'infanterie en 1855 et général de brigade en 1856.
Il participe à sept campagnes en Afrique entre 1830 et 1840. Lors de la campagne d'Italie en 1859, il prend une part très active aux batailles de Magenta et de Solferino.
En 1870, il est dans le cadre de réserve lorsqu'éclate la guerre contre l'Allemagne. Il est placé sur sa demande à la tête d'une brigade active de l'Armée de Paris. Pendant le siège de Paris, il est grièvement blessé le 30 novembre 1870, durant la bataille de Champigny, en menant ses troupes à l'assaut de Mont-Mesly, hameau de Créteil, et décède à Paris le 2 décembre. Peu avant de mourir, il déclare : « Si nous avons une armée qui sait mourir, la France est sauvée ».

## Distinctions
- Grand officier de la Légion d'honneur (30 mars 1868)[3]
- Médaille commémorative de la campagne d'Italie (1859)
- Commandeur de l'ordre des Saints-Maurice-et-Lazare

## Hommages
La rue Lacharrière à Paris fut nommée en son honneur.
La ville de Créteil a élevé un monument en son honneur et possède une rue du Général-de Lacharrière.

## Sources
- Gustave Vapereau, Dictionnaire universel des contemporains, Volume 2, 1870
- Narcisse Faucon, Le livre d'or de l'Algérie: histoire politique, militaire, administrative; événements et faits principaux; biographie des hommes ayant marqué dans l'armée, les sciences, les lettres, etc., de 1830 à 1889, Volume 1, 1890